# Binsen
Die Binsen (in Deutschland und teilweise der Schweiz und Liechtenstein übliche Bezeichnung) bzw. Simsen (in Österreich übliche Bezeichnung) (Juncus) sind die namengebende Gattung der Familie der Binsengewächse bzw. Simsengewächse (Juncaceae). Die über 300 Arten sind fast weltweit verbreitet. Kennzeichnendes Merkmal  sind die starren, rundlichen und borstig zugespitzten Blattspreiten; diese sind meist hohl oder mit einem schwammartigen Sternparenchym (Durchlüftungsgewebe, Aerenchym) erfüllt, welches der Versorgung mit Sauerstoff dient.

## Beschreibung

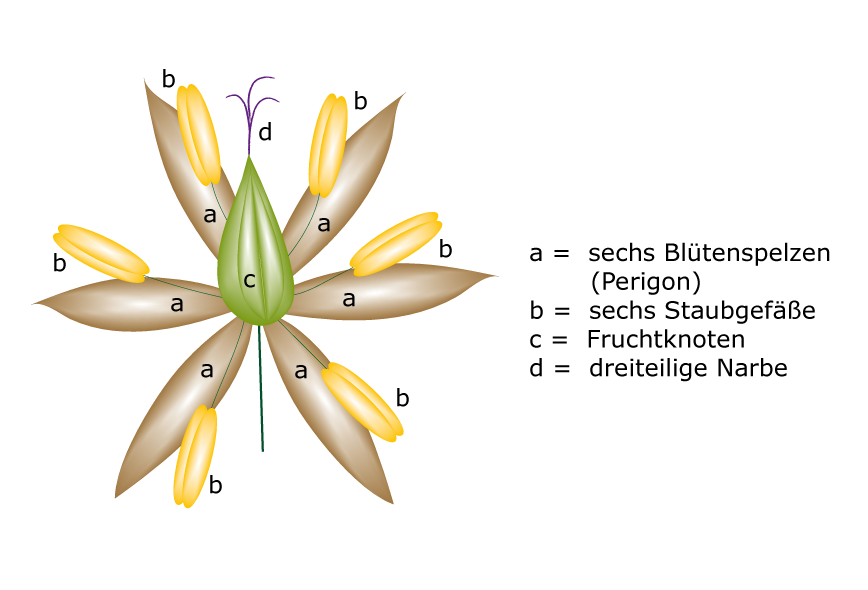
Schematische Darstellung einer sechsspelzigen, zwittrigen Blüte von Binsen (Juncus)

### Vegetative Merkmale
Juncus-Arten sind meist ausdauernde, seltener einjährige krautige Pflanzen. Binsen-Arten sind oft immergrün. Oft werden Ausläufer oder Rhizome gebildet. An den kurzen bis langen kriechenden Rhizomen sind schuppenförmige Niederblätter vorhanden. Etliche Arten bilden Horste. Die Stängel sind anfangs zylindrisch.
Die meist grundständigen, manchmal auch zusätzlich am Stängel wechselständig und dreizeilig verteilt angeordneten Laubblätter sind in Blattscheide und -spreite gegliedert. Die Blattscheiden sind mindestens an einer Seite offen, geschlitzt und im oberen Bereich oft geöhrt. Die einfachen, stängelähnlich stielrunden, seltener grasähnliche flachen, selten schuppenähnlichen Blattspreiten sind in der Regel kahl – im Gegensatz zu den ebenfalls zu den Binsengewächsen gehörenden Hainsimsen (Luzula). Diese Blattspreiten setzen den Stängel oft in gerader Linie fort, so dass der Blütenstand seitenständig erscheint. Stängel und Blätter sind oft mit einem schwammartigen, weißen Mark gefüllt oder hohl und dann nur etagenweise durch Markschichten quer gegliedert. Es liegt Parallelnervatur vor.

### Generative Merkmale
Der Blütenstand der Binsengewächse ist eine Spirre, eine abgewandelte Form der Rispe. Es sind Tragblätter vorhanden. Bei den Binsen-Arten sind die Blütenstände endständig oder pseudoseitenständig, wenn das Tragblatt scheinbar den Stängel verlängert. Unter den Blüten können zwei Deckblätter vorhanden sein. Die Blütenstände enthalten meist viele Blüten. Die randlichen beziehungsweise unteren Blüten sind am längsten gestielt, die zentralen oder oberen stehen dagegen gestauchter. Auf diese Weise entsteht ein fast trichterförmiges Gebilde. Mehrere Blüten können zusätzlich knäuelig zusammengefasst sein. Es können Deckblätter vorhanden sein.
Die zwittrigen oder eingeschlechtigen Blüten sind relativ klein, radiärsymmetrisch und dreizählig und oft mit doppelter Blütenhülle. Es sind zwei Kreise meist gleicher und freier Blütenhüllblätter vorhanden; manchmal sind nur vier Blütenhüllblätter vorhanden. Die Blütenhüllblätter sind grün bis braun, purpurfarben oder schwarz gefärbt, zuweilen auch transparent. Es sind meist zwei, manchmal nur ein Kreis, mit je drei Staubblättern, manchmal sind nur zwei Staubblätter vorhanden. Die Staubfäden sind fadenförmig. Die Staubbeutel sind länglich oder linealisch. Die Pollenkörner sind immer in Viererpaketen zusammengefasst. Drei Fruchtblätter oberständigen, ein- oder dreikammerigen Fruchtknoten verwachsen. Es somd drei parietale Plazenten mit vielen Samenanlagen vorhanden. Der Griffel endet in drei relativ langen, papillösen, oft eingedrehten Narben.
Die Kapselfrucht öffnet sich fachspaltig = lokulizid mit drei Fruchtklappen und enthält mehrere Samen. Die winzigen Samen sind ellipsoid, eiförmig oder länglich und manchmal besitzen sie geschwänzte Anhängsel an einem oder beiden Enden. Die Samen enthalten Endosperm, das nicht ölhaltig ist und Stärke enthält. Der gerade Embryo besitzt nur ein Keimblatt (Kotyledon).

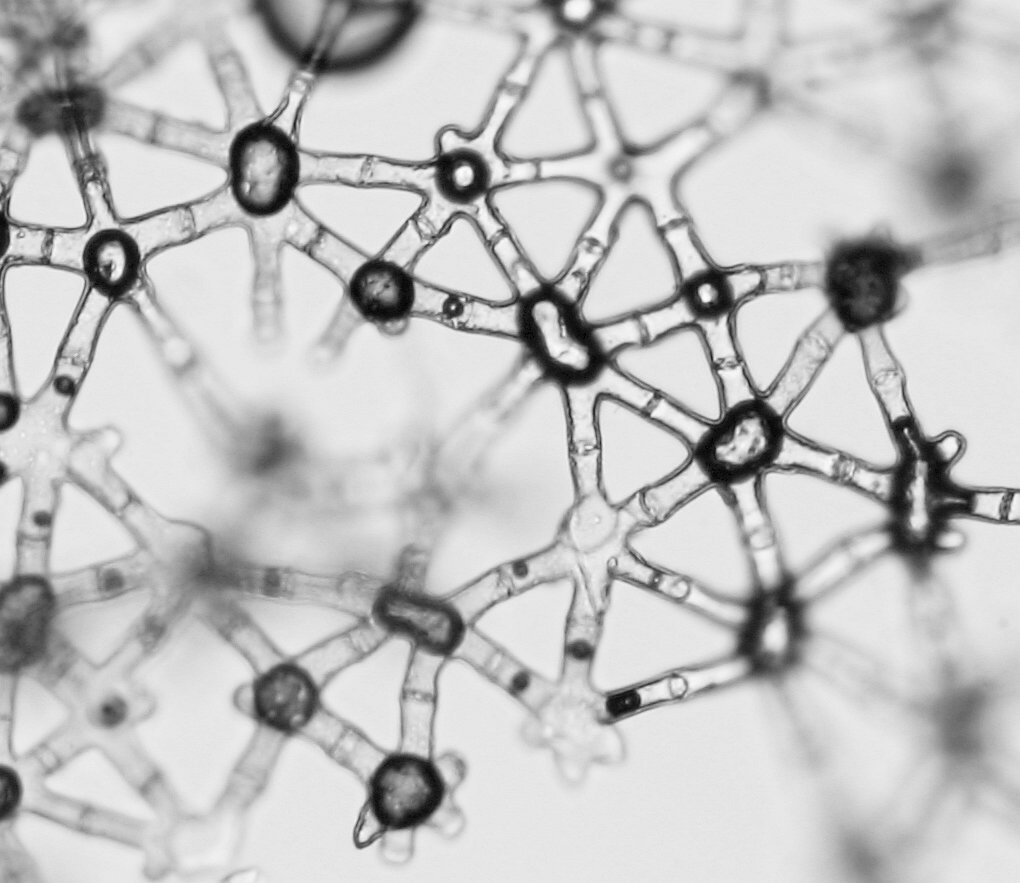
Sternparenchym im Mark einer Binse

## Ökologie
Juncus-Arten sind helophytisch bis mesophytisch. Ihre vegetative Vermehrung erfolgt meist über Ausläufer oder Rhizome.
Binsen-Arten verfügen im Mark über ein Sternparenchym. Es handelt sich dabei um ein Durchlüftungsgewebe (Aerenchym). Die Zellen erhalten durch örtlich begrenztes Wachstum der Zellwand armartige Auswüchse und erscheinen so sternförmig. Die großen Interzellularen und Lakunen erleichtern den Gasaustausch bei untergetauchten Organen und erhöhen die Schwimmfähigkeit des Pflanzenkörpers.
Die Bestäubung der Binsen-Arten erfolgt durch Wind (Anemogamie). Die Blütenhülle ist unscheinbar, Nektar und Duftstoffe fehlen. Die Narben sind oft korkenzieherartig eingedreht, um so die Oberfläche zu vergrößern und möglichst viel Pollen aufnehmen zu können.
Die Kurzflüglige Schwertschrecke (Conocephalus dorsalis) ist aufgrund ihrer Fortpflanzungsbiologie überwiegend an Feuchtgebiete gebunden. Die Weibchen legen ihre Eier vor allem in die markhaltigen Stängel der Binsen. Die Eier verbleiben bis zum nächsten Frühjahr in den Pflanzenstängeln. Die Raupen etlicher Arten der Sackträgermotten (Coleophoridae) insbesondere jene der Gattung Coleophora ernähren sich ausschließlich von Juncus-Arten.
Binsen-Arten tragen zur Wasserreinigung bei, indem sie Schadstoffe abbauen. Einige Arten können Phenole aus dem Wasser aufnehmen und werden in sogenannten Pflanzenkläranlagen eingesetzt.

## Standorte in Mitteleuropa
Die meisten Binsen-Arten Mitteleuropas gedeihen auf feuchten bis nassen, zum Teil überfluteten Standorten in Feuchtgebieten an Gewässern, in Mooren, Feuchtwiesen und in Sümpfen. Gebirgs-Arten Mitteleuropas gedeihen in alpinen Matten, im Geröll und an Felsen.

## Systematik und Verbreitung
Die Gattung Juncus gehört zur Familie der Juncaceae.

### Botanische Geschichte
Die Gattung Juncus wurde je nach Autor, beispielsweise Kirschner et al. 1999 in Untergattungen oder Sektionen gegliedert. Molekulargenetische Untersuchungen zeigten im 21. Jahrhundert, dass die Gattung Juncus nicht monophyletisch ist.
Ab 2013 wurden Arten in andere, neue Gattungen ausgegliedert.
- Zuerst 2013 Oreojuncus Záv.Drábk. & Kirschner[11]

Seit Brožová et al. 2022 gibt es sechs Gattungen mehr; dies wurde durch Proćków et al. 2023 bestätigt und es erfolgte die Neukombination der vielen Arten:
- Agathryon (Raf.) Záveská Drábková & Proćków
- Alpinojuncus Záveská Drábková & Proćków
- Australojuncus Záveská Drábková & Proćków
- Boreojuncus Záveská Drábková & Proćków
- Juncinella (Fourr. ex V.I.Krecz. & Gontsch.) Záveská Drábková & Proćków
- Verojuncus Záveská Drábková & Proćków

### Taxonomie
Die Gattung Juncus wurde durch Carl von Linné 1753 in Species Plantarum, Tomus I, Seite 325 und 1754 in Genera Plantarum 5. Auflage, Seite 152 aufgestellt. Der Gattungsname Juncus wird u. a. durch altirische wie altgriechische Begriffe auf eine gemeinsame indogermanische, rekonstruierte Stammform mit eben der Bedeutung „Binse“ zurückgeführt. Ein Zusammenhang mit dem lateinischen iúngere = „zusammenbinden“ liegt nicht vor. Synonyme für Juncus L. sind: Cephaloxys Desv. nom. illeg., Juncastrum Fourr., Microschoenus C.B.Clarke, Phylloschoenus Fourr., Tenageia Ehrh. ex Rchb., Tristemon Raf. nom. illeg.

### Arten und ihre Verbreitung
Es gab bis 2023 etwa 310 Arten in der Gattung Juncus s. l. Die Gattung Juncus ist weltweit verbreitet, ihre Verbreitungsschwerpunkte besitzt sie vor allem in den gemäßigten Gebieten der Nordhalbkugel, strahlt aber aus bis in die gemäßigten Gebieten der Südhalbkugel. In den Tropen fehlen die Binsen-Arten im Tiefland, finden sich aber in Höhenlagen ab etwa 2000 Metern. Von den etwa 332 Arten der Gattung Juncus s. l. sind knapp über vierzig in der Neotropis heimisch, sieben im tropischen Afrika und vier im tropischen Asien. etwa 95 Arten kommen in Nordamerika vor. In China kommen etwa 76 Arten der Gattung Juncus s. l. vor; 27 davon nur dort. In Deutschland kommen etwa 29 Arten vor.
| Seit Proćków et al. 2023 verbleiben nur noch etwa 20 Arten in der Gattung Juncus s. str. |
| - Stechende Binse (Juncus acutus L.) Es gibt zwei Unterarten. - Juncus biflorus Elliott: Sie ist von den USA über Karibische Inseln und Zentral- bis Südamerika verbreitet. - Juncus cooperi Engelm.: Sie kommt von Nevada und Kalifornien bis ins nordwestliche Mexiko vor. - Juncus dulongjiongensis Novikov: Sie gedeiht in Höhenlagen von 2500 bis 3500 Metern nur vom zentralen bis westlichen Yunnan. - Juncus fascinatus (M.C.Johnst.) W.M.Knapp (Syn.: Juncus crassifolius var. fascinatus (M.C.Johnst.) Waterf., Juncus validus var. fascinatus M.C.Johnst.): Den Rang einer Art hat sie 2014 erhalten. Dieser Endemit kommt nur in Texas vor. - Juncus fauriensis Buchenau: Sie kommt in Japan und in Russlands Fernem Osten vor. - Juncus fominii Zoz: Sie kommt von der Ukraine bis zum nördlichen Kaukasusraum vor. - Juncus heldreichianus T.Marsson ex Parl.: Sie kommt von Albanien bis Zentralasien vor. - Juncus kraussii Hochst.: Sie kommt auf der Südhalbkugel im südlichen Afrika, in Australien bis Neuseeland und in Südamerika vor. - Juncus lancangensis Y.Y.Qian: Sie wurde 2001 aus Yunnan erstbeschrieben. - Juncus littoralis C.A.Mey.: Sie kommt vom Mittelmeerraum bis zum Iran vor. - Juncus lomatophyllus Spreng.: Sie kommt von Simbabwe bis Südafrika vor. - Juncus longii Fernald: Sie kommt in den südöstlichen Vereinigten Staaten vor. - Meerstrand-Binse (Juncus maritimus Lam.) - Juncus prominens (Buchenau) Miyabe & Kudô: Sie kommt von Japan und den Kurilen bis Kamtschatka vor. - Juncus rigidus Desf.Sie kommt in Afrika und von Sardinien bis Pakistan vor. - Juncus roemerianus Scheele: Sie kommt von den südöstlichen Vereinigten Staaten bis Texas, auf den Bahamas, Bermuda und Hispaniola vor. - Juncus socotranus (Buchenau) Snogerup: Sie kommt auf der Arabischen Halbinsel, auf Sokotra und im Iran vor. - Juncus tweedyi Rydb.: Sie kommt in Kanada und in den Vereinigten Staaten vor. |

| Es gibt etwa 22 Naturhybride in der Gattung Juncus s. l.: |
| - Juncus ×alpiniformis Fernald = Juncus alpinoarticulatus × Juncus articulatus - Juncus ×brueggeri Domin = Juncus conglomeratus × Juncus effusus - Juncus ×correctus Steud. - Juncus ×degenianus Boros = Juncus articulatus × Juncus subnodulosus - Juncus ×diffusus Hoppe = Juncus effusus × Juncus inflexus. - Juncus ×donyanae Fern.-Carv. = Juncus acutiflorus subsp. rugosus × Juncus striatus - Juncus ×fallax Trab. = Juncus fontanesii × Juncus valvatus - Juncus ×fulvescens Fernald = Juncus articulatus × Juncus brevicaudatus - Juncus ×gracilescens F.J.Herm. ex Wadmond = Juncus alpinoarticulatus × Juncus brevicaudatus - Juncus ×inundatus Drejer = Juncus balticus × Juncus filiformis - Juncus ×lancastriensis Stace = Juncus balticus × Juncus inflexus - Juncus ×langii Erdner = Juncus acutiflorus × Juncus alpinoarticulatus - Juncus ×lemieuxii B.Boivin = Juncus articulatus × Juncus canadensis - Juncus ×montellii Vierh. = Juncus arcticus × Juncus filiformis - Juncus ×montserratensis Marcet = Juncus acutiflorus × Juncus articulatus - Juncus ×murbeckii Sagorski = Juncus anceps × Juncus articulatus - Juncus ×nodosiformis Fernald = Juncus alpinoarticulatus × Juncus nodosus - Juncus ×obotritorum Rothm. = Juncus balticus × Juncus effusus - Juncus ×oronensis Fernald = Juncus tenuis × Juncus vaseyi - Juncus ×ruhmeri Asch. & Graebn. = Juncus conglomeratus × Juncus inflexus - Juncus ×sallandiae Corporaal & Schaminée = Juncus dudleyi × Juncus tenuis - Juncus ×stuckeyi Reinking = Juncus alpinoarticulatus × Juncus torreyi - Juncus ×valbrayi H.Lév. = Juncus acutiflorus × Juncus anceps |

| Seit Proćków et al. 2023 gehören viele Arten nicht mehr zur Gattung Juncus s. str. |
| Nicht mehr zur Gattung Juncus gehören die beiden Arten der 2013 aufgestellten Gattung Oreojuncus Záv.Drábk. & Kirschner: - Einblütige Binse (Juncus monanthos Jacq.) → seit 2013 Oreojuncus monanthos (Jacq.) Záv.Drábk. & Kirschner - Dreiblatt-Binse (Juncus trifidus L.) → seit 2013 Oreojuncus trifidus (L.) Záv.Drábk. & Kirschner Seit Brožová et al. 2022 gibt es sechs Gattungen mehr um Arten aus der Gattung Juncus auszugliedern, dies wurde bei Proćków et al. 2023 bestätigt und formal die Neukombinationen vorgenommen: - Agathryon (Raf.) Záveská Drábková & Proćków: Sie hat seit 2022 den Rang einer Gattung: - Juncus aemulans Liebm. → Agathryon aemulans (Liebm.) Záveská Drábková & Proćków: Neukombination bei Proćków et al. 2023. - Juncus alexandri L.A.S.Johnson → Agathryon alexandri (L.A.S.Johnson) Záveská Drábková & Proćków: Neukombination bei Proćków et al. 2023 und es gibt zwei Unterarten: - Juncus alexandri subsp. melanobasis L.A.S.Johnson → Agathryon alexandri subsp. melanobasis (L.A.S.Johnson) Záveská Drábková & Proćków: Sie wurde 1991 erstbeschrieben und die Neukombination erfolgte bei Proćków et al. 2023. - Agathryon alexandri (L.A.S.Johnson) Záveská Drábková & Proćków subsp. alexandri - Juncus amabilis Edgar → Agathryon amabile (Edgar) Záveská Drábková & Proćków: Neukombination bei Proćków et al. 2023. - Juncus amuricus (Maxim.) V.I.Krecz. & Gontsch. (Syn.: Juncus bufonius var. amuricus Maxim.) → Agathryon amuricum (Maxim.) Záveská Drábková & Proćków: Neukombination bei Proćków et al. 2023. - Juncus anthelatus (Wiegand) R.E.Brooks & Whittem. (Syn.: Juncus tenuis var. anthelatus Wiegand): Diese Neukombination erfolgte 1999. → Agathryon anthelatum (Wiegand) Záveská Drábková & Proćków: Neukombination bei Proćków et al. 2023. - Arktische Binse (Juncus arcticus Willd.): Die seit 2002 drei Unterarten sind auf der Nordhalbkugel weitverbreitet. Agathryon arcticum (Willd.) Záveská Drábková & Proćków: Neukombination bei Proćków et al. 2023: - Juncus arcticus subsp. alaskanus Hultén (Syn.: Juncus arcticus subsp. sitchensis Engelm., Juncus balticus var. alaskanus (Hultén) A.E.Porsild, Juncus balticus var. haenkei (E.Meyer) Buchenau, Juncus balticus subsp. sitchensis (Engelm.) Hultén) → Agathryon arcticum subsp. alaskanum (Hultén) Záveská Drábková & Proćków: Neukombination bei Proćków et al. 2023. - Agathryon arcticum subsp. arcticum (Willd.) Záveská Drábková & Proćków: Sie kommt in Europa in Spanien, Frankreich, Schweiz, Italien, Österreich, Island, Norwegen, Schweden, Finnland, Russland und Spitzbergen vor. - Agathryon arcticum subsp. grubovii (Novikov) Záveská Drábková & Proćków (Syn.: Juncus arcticus subsp. grubovii (Novikov) Novikov, Kirschner & Snogerup, Juncus grubovii Novikov) Neukombination bei Proćków et al. 2023. - Juncus aridicola L.A.S.Johnson → Agathryon aridicola (L.A.S.Johnson) Záveská Drábková & Proćków: Neukombination bei Proćków et al. 2023. - Juncus astreptus L.A.S.Johnson: Dieser Endemit kommt nur in Tasmanien vor. → Agathryon astreptum (L.A.S.Johnson) Záveská Drábková & Proćków: Sie wurde 1991 erstbeschrieben und die Neukombination erfolgte bei Proćków et al. 2023. - Juncus australis Hook. f. → Agathryon australe (Hook. f.) Záveská Drábková & Proćków: Neukombination bei Proćków et al. 2023. - Juncus baekdusanensis M.Kim: Sie wurde 2014 aus Südkorea erstbeschrieben. → Agathryon baekdusanense (M.Kim) Záveská Drábková & Proćków: Neukombination bei Proćków et al. 2023. - Baltische Binse (Juncus balticus Willd.) → Agathryon balticum (Willd.) Záveská Drábková & Proćków: Neukombination bei Proćków et al. 2023 und es gibt etwa sieben Unterarten: - Juncus balticus subsp. andicola (Hook.) Snogerup (Syn.: Juncus andicola Hook.) → Agathryon balticum subsp. andicola (Hook.) Záveská Drábková & Proćków: Neukombination bei Proćków et al. 2023. - Juncus balticus subsp. ater (Rydb.) Snogerup, P.F.Zika & J.Kirschner (Syn.: Juncus ater Rydb.) → Agathryon balticum subsp. atrum (Rydb.) Záveská Drábková & Proćków: Neukombination bei Proćków et al. 2023. - Agathryon balticum (Willd.) Záveská Drábková & Proćków subsp. balticum - Juncus balticus subsp. cantabricus (T.E.Díaz, Fern.-Carv. & Fern.Prieto) Snogerup (Syn.: Juncus cantabricus T.E.Díaz, Fern.-Carv. & Fern.Prieto) → Agathryon balticum subsp. cantabricum (T.E.Díaz, Fern.-Carv. & Fern.Prieto) Záveská Drábková & Proćków: Neukombination bei Proćków et al. 2023. - Juncus balticus subsp. littoralis (Engelm.) Snogerup (Syn: Juncus balticus var. littoralis Engelm.) → Agathryon balticum subsp. littorale (Engelm.) Záveská Drábková & Proćków: Neukombination bei Proćków et al. 2023. - Juncus balticus subsp. mexicanus (Willd. ex Schult. & Schult. f.) Snogerup (Syn.: Juncus mexicanus Willd. ex Schult. & Schult. f.) → Agathryon balticum subsp. mexicanum (Willd. ex Schult. & Schult. f.) Záveská Drábková & Proćków: Neukombination bei Proćków et al. 2023. - Juncus balticus subsp. pyrenaeus (Timb.-Lagr. & Jeanb.) Fourn. (Syn.: Juncus pyrenaeus Timb.-Lagr. & Jeanb.) → Agathryon balticum subsp. pyrenaeum (Timb.-Lagr. & Jeanb.) Záveská Drábková & Proćków: Neukombination bei Proćków et al. 2023. - Juncus bassianus L.A.S.Johnson: Sie kommt nur am Cape Otway und in Tasmanien vor. → Agathryon bassianum (L.A.S.Johnson) Záveská Drábková & Proćków: Sie wurde 1991 erstbeschrieben und die Neukombination erfolgte bei Proćków et al. 2023. - Juncus batrachium Veldkamp: Sie wurde 2014 aus Sabah erstbeschrieben. → Agathryon batrachium (Veldkamp) Záveská Drábková & Proćków: Neukombination bei Proćków et al. 2023. - Juncus beringensis Buchenau → Agathryon beringense (Buchenau) Záveská Drábková & Proćków: Neukombination bei Proćków et al. 2023. - Juncus brachyphyllus Wiegand → Agathryon brachyphyllum (Wiegand) Záveská Drábková & Proćków: Neukombination bei Proćków et al. 2023. - Juncus brachyspathus Maxim. → Agathryon brachyspathum (Maxim.) Záveská Drábková & Proćków: Neukombination bei Proćków et al. 2023. - Juncus brevibracteus L.A.S.Johnson: → Agathryon brevibracteum (L.A.S.Johnson) Záveská Drábková & Proćków: Sie wurde 1993 erstbeschrieben und die Neukombination erfolgte bei Proćków et al. 2023. - Juncus breweri Engelm. → Agathryon breweri (Engelm.) Záveská Drábková & Proćków: Neukombination bei Proćków et al. 2023. - Kröten-Binse (Juncus bufonius L.) → Agathryon bufonium (L.) Záveská Drábková & Proćków: Neukombination bei Proćków et al. 2023. - Juncus capillaceus Lam. → Agathryon capillaceum (Lam.) Záveská Drábková & Proćków: Neukombination bei Proćków et al. 2023. - Zusammengedrückte Binse (Juncus compressus Jacq.) → Agathryon compressum (Jacq.) Záveská Drábková & Proćków: Neukombination bei Proćków et al. 2023. - Knäuel-Binse (Juncus conglomeratus L.) → Agathryon conglomeratum (L.) Záveská Drábková & Proćków: Neukombination bei Proćków et al. 2023. - Juncus confusus Coville → Agathryon confusum (Coville) Záveská Drábková & Proćków: Neukombination bei Proćków et al. 2023. - Juncus continuus L.A.S.Johnson → Agathryon continuum (L.A.S.Johnson) Záveská Drábková & Proćków: Neukombination bei Proćków et al. 2023. - Juncus cordobensis Barros → Agathryon cordobense (Barros) Záveská Drábková & Proćków: Neukombination bei Proćków et al. 2023. - Juncus coriaceus Mack. → Agathryon coriaceum (Mack.) Záveská Drábková & Proćków: Neukombination bei Proćków et al. 2023. - Juncus curvatus Buchenau → Agathryon curvatum (Buchenau) Záveská Drábková & Proćków: Neukombination bei Proćków et al. 2023. - Juncus decipiens (Buchenau) Nakai (Syn.: Juncus effusus var. decipiens Buchenau) → Agathryon decipiens (Buchenau) Záveská Drábková & Proćków: Neukombination bei Proćków et al. 2023 und es gibt drei Unterarten: - Agathryon decipiens (Buchenau) Záveská Drábková & Proćków subsp. decipiens - Juncus decipiens subsp. medianus L.A.S.Johnson & K.L.Wilson → Agathryon decipiens subsp. medianum (L.A.S.Johnson & K.L.Wilson) Záveská Drábková & Proćków: Neukombination bei Proćków et al. 2023. - Juncus decipiens subsp. sundaicus (Ridl.) L.A.S.Johnson & K.L.Wilson (Syn.: Juncus sundaicus Ridl.) → Agathryon decipiens subsp. sundaicum (Ridl.) Záveská Drábková & Proćków: Neukombination bei Proćków et al. 2023. - Juncus dichotomus Elliott → Agathryon dichotomum (Elliott) Záveská Drábková & Proćków: Neukombination bei Proćków et al. 2023. - Juncus distegus Edgar → Agathryon distegum (Edgar) Záveská Drábková & Proćków: Neukombination bei Proćków et al. 2023. - Juncus dolichanthus L.A.S.Johnson → Agathryon dolichanthum (L.A.S.Johnson) Záveská Drábková & Proćków: Sie wurde 1993 erstbeschrieben und die Neukombination erfolgte bei Proćków et al. 2023. - Juncus drummondii E.Mey. → Agathryon drummondii (E.Mey.) Záveská Drábková & Proćków: Neukombination bei Proćków et al. 2023. - Juncus durus L.A.S.Johnson & K.L.Wilson: Sie wurde 2001 aus dem Yobobos Grasland im westlichen Papua-Neuguinea erstbeschrieben. → Agathryon durum (L.A.S.Johnson & K.L.Wilson) Záveská Drábková & Proćków: Neukombination bei Proćków et al. 2023. - Dudleys Binse (Juncus dudleyi Wiegand) → Agathryon dudleyi (Wiegand) Záveská Drábková & Proćków: Neukombination bei Proćków et al. 2023. - Juncus edgariae L.A.S.Johnson & K.L.Wilson: Sie wurde 2001 erstbeschrieben. Sie kommt auf der Nord- sowie Südinsel Neuseelands auf den Chathaminseln und Kermadecinseln vor. → Agathryon edgariae (L.A.S.Johnson & K.L.Wilson) Záveská Drábková & Proćków: Sie wurde 2001 erstbeschrieben und die Neukombination erfolgte bei Proćków et al. 2023. - Flatter-Binse (Juncus effusus L.) → Agathryon effusum (L.) Záveská Drábková & Proćków: Neukombination bei Proćków et al. 2023 und es gibt etwa fünf Unterarten: - Juncus effusus subsp. austrocalifornicus Lint ex Zika → Agathryon effusum subsp. austrocalifornicum (Lint ex Zika) Záveská Drábková & Proćków: Neukombination bei Proćków et al. 2023. - Agathryon effusum (L.) Záveská Drábková & Proćków subsp. effusum - Juncus effusus subsp. laxus (Robyns & Tournay) Snogerup, (Syn.: Juncus laxus Robyns & Tournay) → Agathryon effusum subsp. laxum (Robyns & Tournay) Záveská Drábková & Proćków: Neukombination bei Proćków et al. 2023. - Juncus effusus subsp. pacificus (Fernald & Wiegand) Zika (Syn.: Juncus effusus var. pacificus Fernald & Wiegand) → Agathryon effusum subsp. pacificum (Fernald & Wiegand) Záveská Drábková & Proćków: Neukombination bei Proćków et al. 2023. - Juncus effusus subsp. solutus (Fernald & Wiegand) Hämet-Ahti (Syn.: Juncus effusus var. solutus Fernald & Wiegand) → Agathryon effusum subsp. solutum (Fernald & Wiegand) Záveská Drábková & Proćków: Neukombination bei Proćków et al. 2023. - Juncus exiguus (Fernald & Wiegand) Lint ex Snogerup & P.F.Zika (Juncus effusus var. exiguus Fernald & Wiegand): Den Rang einer Art hat sie 2002 erhalten. → Agathryon exiguum (Fernald & Wiegand) Záveská Drábková & Proćków: Neukombination bei Proćków et al. 2023. - Juncus fauriei H.Lév. & Vaniot → Agathryon fauriei (Lév. & Vaniot) Záveská Drábková & Proćków: Neukombination bei Proćków et al. 2023. - Juncus fernandez-carvajaliae Romero Zarco & Arán: Sie wurde 2013 aus Spanien erstbeschrieben. → Agathryon fernandez-carvajaliae (Romero Zarco & Arán) Záveská Drábková & Proćków: Neukombination bei Proćków et al. 2023. - Juncus filicaulis Buchenau → Agathryon filicaule (Buchenau) Záveská Drábková & Proćków: Neukombination bei Proćków et al. 2023. - Faden-Binse (Juncus filiformis L.) → Agathryon filiforme (L.) Záveská Drábková & Proćków: Neukombination bei Proćków et al. 2023. - Juncus firmus L.A.S.Johnson → Agathryon firmum (L.A.S.Johnson) Záveská Drábková & Proćków: Sie wurde 1993 erstbeschrieben und die Neukombination erfolgte bei Proćków et al. 2023. - Juncus flavidus L.A.S.Johnson → Agathryon flavidum (L.A.S.Johnson) Záveská Drábková & Proćków: Neukombination bei Proćków et al. 2023. - Juncus foliosus Desf. → Agathryon foliosum (Desf.) Záveská Drábková & Proćków: Neukombination bei Proćków et al. 2023. - Juncus georgianus Coville → Agathryon georgianum (Coville) Záveská Drábková & Proćków: Neukombination bei Proćków et al. 2023. - Bodden-Binse (Juncus gerardii Loisel.): Die drei Unterarten sind Eurasien, Nordamerika und in Nordafrika verbreitet. → Agathryon gerardii (Loisel.) Záveská Drábková & Proćków: Neukombination bei Proćków et al. 2023 und es gibt drei Unterarten: - Juncus gerardii subsp. atrofuscus (Rupr.) Printz (Syn.: Juncus atrofuscus Rupr.) → Agathryon gerardii subsp. atrofuscum (Rupr.) Záveská Drábková & Proćków: Neukombination bei Proćków et al. 2023. - Agathryon gerardii (Loisel.) Záveská Drábková & Proćków subsp. gerardii - Juncus gerardii subsp. montanus Snogerup → Agathryon gerardii subsp. montanum (Snogerup) Záveská Drábková & Proćków: Neukombination bei Proćków et al. 2023. - Juncus gracillimus (Buchenau) V.I.Krecz. & Gontsch. (Syn.: Juncus compressus var. gracillimus Buchenau) → Agathryon gracillimum (Buchenau) Záveská Drábková & Proćków: Neukombination bei Proćków et al. 2023. - Juncus greenei Oakes & Tuck. → Agathryon greenei (Oakes & Tuck.) Záveská Drábková & Proćków: Neukombination bei Proćków et al. 2023. - Juncus gregiflorus L.A.S.Johnson → Agathryon gregiflorum (L.A.S.Johnson) Záveská Drábková & Proćków: Neukombination bei Proćków et al. 2023. - Juncus gubanovii Novikov → Agathryon gubanovii (Novikov) Záveská Drábková & Proćków: Neukombination bei Proćków et al. 2023. - Juncus gymnocarpus Coville → Agathryon gymnocarpum (Coville) Záveská Drábková & Proćków: Neukombination bei Proćków et al. 2023. - Juncus haenkei E.Mey. → Agathryon haenkei (E.Mey.) Záveská Drábková & Proćków: Neukombination bei Proćków et al. 2023. - Juncus hallii Engelm. → Agathryon hallii (Engelm.) Záveská Drábková & Proćków: Neukombination bei Proćków et al. 2023. - Juncus heptopotamicus V.I.Krecz. & Gontsch. Agathryon heptopotamicum (V.I.Krecz. & Gontsch.) Záveská Drábková & Proćków: Neukombination bei Proćków et al. 2023. - Juncus hesperius (Piper) Lint (Syn.: Juncus effusus var. brunneus Engelm., Juncus effusus subsp. hesperius Piper): Den Rang einer Art hat sie 2002 erhalten. Sie kommt im westlichen Nordamerika vor. → Agathryon hesperium (Piper) Záveská Drábková & Proćków: Neukombination bei Proćków et al. 2023. - Juncus homalocaulis F.Muell. ex Benth. → Agathryon homalocaule (F.Muell. ex benth) Záveská Drábková & Proćków: Neukombination bei Proćków et al. 2023. - Juncus hybridus Brot. → Agathryon hybridum (brot.) Záveská Drábková & Proćków: Neukombination bei Proćków et al. 2023. - Juncus imbricatus Laharpe → Agathryon imbricatum (Laharpe) Záveská Drábková & Proćków: Neukombination bei Proćków et al. 2023. - Blaugrüne Binse (Juncus inflexus L.): Die zwei Unterarten sind in Makaronesien, im gemäßigten Eurasien und in Afrika verbreitet. → Agathryon inflexum (L.) Záveská Drábková & Proćków: Neukombination bei Proćków et al. 2023. - Juncus inflexus subsp. brachytepalus (Trautv. ex V.I.Krecz. & Gontsch.) Novikov (Syn.: Juncus brachytepalus Trautv. ex V.I.Krecz. & Gontsch.) → Agathryon inflexum subsp. brachytepalum (Trautv. ex V.I.Krecz. & Gontsch.) Záveská Drábková & Proćków: Neukombination bei Proćków et al. 2023. - Agathryon inflexum subsp. inflexum (L..) Záveská Drábková & Proćków - Juncus ingens N.A.Wakef. → Agathryon ingens (N.A.Wakef.) Záveská Drábková & Proćków: Neukombination bei Proćków et al. 2023. - Juncus interior Wiegand → Agathryon interior (Wiegand) Záveská Drábková & Proćków: Neukombination bei Proćków et al. 2023. - Gämsen-Binse (Juncus jacquinii L.) → Agathryon jacquinii (L.) Záveská Drábková & Proćków: Neukombination bei Proćków et al. 2023. - Juncus jaxarticus V.I.Krecz. & Gontsch. → Agathryon jaxarticum V.I.Krecz. & Gontsch.) Záveská Drábková & Proćków (Person: Neukombination bei Proćków et al. 2023. - Juncus jinpingensis S.Y.Bao: Sie wurde 2003 aus Yunnan erstbeschrieben. Agathryon jinpingense (s.Y.bao) Záveská Drábková & Proćków: Neukombination bei Proćków et al. 2023. - Juncus kleinii Barros → Agathryon kleinii (Barros) Záveská Drábková & Proćków: Neukombination bei Proćków et al. 2023. - Juncus laccatus P.F.Zika: Sie wurde 2002 erstbeschrieben. Sie kommt im westlichen Nordamerika vor. → Agathryon laccatum (P.F.Zika) Záveská Drábková & Proćków: Neukombination bei Proćków et al. 2023. - Juncus laeviusculus L.A.S.Johnson → Agathryon laeviusculum (L.A.S.Johnson) Záveská Drábková & Proćków: Sie wurde 1991 erstbeschrieben und die Neukombination erfolgte bei Proćków et al. 2023. - Agathryon laeviusculum subsp. illawarrense (L.A.S.Johnson) Záveská Drábková & Proćków: Sie wurde 1991 erstbeschrieben und die Neukombination erfolgte bei Proćków et al. 2023. - Agathryon laeviusculum (L.A.S.Johnson) Záveská Drábková & Proćków subsp. laeviusculum - Juncus lesueurii Bol. → Agathryon lesueurii (Bol.) Záveská Drábková & Proćków: Neukombination bei Proćków et al. 2023. - Juncus maroccanus Kirschner: Sie wurde 2004 aus dem nordwestlichen Marokko erstbeschrieben. → Agathryon maroccanum (Kirschner) Záveská Drábková & Proćków: Neukombination bei Proćków et al. 2023. - Kleinste Binse (Juncus minutulus (Albert & Jahand.) Prain) → Agathryon minutulum (Albert & Jahand.) Záveská Drábková & Proćków: Neukombination bei Proćków et al. 2023. - Juncus mogadorensis (H.Lindb.) A.W.Hill (Syn.: Juncus bufonius subsp. mogadorensis H.Lindb.) → Agathryon mogadorense (H.Lindb.) Záveská Drábková & Proćków: Neukombination bei Proćków et al. 2023. - Juncus mollis L.A.S.Johnson → Agathryon molle (L.A.S.Johnson) Záveská Drábková & Proćków: Sie wurde 1993 erstbeschrieben und die Neukombination erfolgte bei Proćków et al. 2023. - Juncus nupela Veldkamp → Agathryon nupela (veldkamp) Záveská Drábková & Proćków: Neukombination bei Proćków et al. 2023. - Juncus occidentalis Wiegand → Agathryon occidentale (Coville) Záveská Drábková & Proćków: Neukombination bei Proćków et al. 2023. - Juncus ochrocoleus L.A.S.Johnson → Agathryon ochrocoleum (L.A.S.Johnson) Záveská Drábková & Proćków: Sie wurde 1993 erstbeschrieben und die Neukombination erfolgte bei Proćków et al. 2023. - Juncus orchonicus Novikov →Agathryon orchonicum (Novikov) Záveská Drábková & Proćków: Neukombination bei Proćków et al. 2023. - Juncus pallidus R.Br. → Agathryon pallidum (R.Br.) Záveská Drábková & Proćków: Neukombination bei Proćków et al. 2023. - Juncus parryi Engelm. → Agathryon parryi (Engelm.) Záveská Drábková & Proćków: Neukombination bei Proćków et al. 2023. - Juncus patens E.Mey. → Agathryon patens (E.Mey.) Záveská Drábková & Proćków: Neukombination bei Proćków et al. 2023. - Juncus pauciflorus R.Br. → Agathryon pauciflorum (R.Br.) Záveská Drábková & Proćków: Neukombination bei Proćków et al. 2023. - Juncus persicus Boiss. → Agathryon persicum (Boiss.) Záveská Drábková & Proćków: Neukombination bei Proćków et al. 2023 und es gibt zwei Unterarten: - Juncus persicus subsp. libanoticus (Thiébaut) Novikov & Snogerup (Syn.: Juncus libanoticus Thiébaut) → Agathryon persicum subsp. libanoticum (Thiébaut) Záveská Drábková & Proćków: Neukombination bei Proćków et al. 2023. - Agathryon persicum (Boiss.) Záveská Drábková & Proćków subsp. persicum - Juncus phaeanthus L.A.S.Johnson → Agathryon phaeanthum (L.A.S.Johnson) Záveská Drábková & Proćków: Sie wurde 1993 erstbeschrieben und die Neukombination erfolgte bei Proćków et al. 2023. - Juncus polyanthemus Buchenau → Agathryon polyanthemum (Buchenau) Záveská Drábková & Proćków: Neukombination bei Proćków et al. 2023. - Juncus procerus E.Mey. → Agathryon procerum (E.Mey.) Záveská Drábková & Proćków: Neukombination bei Proćków et al. 2023. - Juncus psammophilus L.A.S.Johnson → Agathryon psammophilum (L.A.S.Johnson) Záveská Drábková & Proćków: Sie wurde 1993 erstbeschrieben und die Neukombination erfolgte bei Proćków et al. 2023. - Juncus pylaei Laharpe → Agathryon pylaei (Laharpe) Záveská Drábková & Proćków: Neukombination bei Proćków et al. 2023. - Juncus radula Buchenau → Agathryon radula (Buchenau) Záveská Drábková & Proćków: Neukombination bei Proćków et al. 2023. - Juncus ramboi Barros → Agathryon ramboi (Barros) Záveská Drábková & Proćków: Neukombination bei Proćków et al. 2023 und es gibt zwei Unterarten: - Agathryon ramboi subsp. colombianum (Balslev) Záveská Drábková & Proćków: Neukombination bei Proćków et al. 2023. Juncus ramboi subsp. colombianus Barros - Agathryon ramboi (Barros) Záveská Drábková & Proćków subsp. ramboi - Frosch-Binse (Juncus ranarius Songeon & E.P.Perrier) → Agathryon ranarium (Songeon & E.P.Perrier) Záveská Drábková & Proćków: Neukombination bei Proćków et al. 2023. - Juncus rechingeri Snogerup → Agathryon rechingeri (Snogerup) Záveská Drábková & Proćków: Neukombination bei Proćków et al. 2023. - Juncus remotiflorus L.A.S.Johnson → Agathryon remotiflorum (L.A.S.Johnson) Záveská Drábková & Proćków: Sie wurde 1993 erstbeschrieben und die Neukombination erfolgte bei Proćków et al. 2023. - Juncus revolutus R.Br. → Agathryon revolutum (r.br.) Záveská Drábková & Proćków: Neukombination bei Proćków et al. 2023. - Juncus salsuginosus Turcz. ex C.A.Mey. Agathryon salsuginosum (Turcz. ex e.Mey.) Záveská Drábková & Proćków: Neukombination bei Proćków et al. 2023. - Juncus sarophorus L.A.S.Johnson → Agathryon sarophorum (L.A.S.Johnson) Záveská Drábková & Proćków: Neukombination bei Proćków et al. 2023. - Juncus semisolidus L.A.S.Johnson → Agathryon semisolidum (L.A.S.Johnson) Záveská Drábková & Proćków: Sie wurde 1993 erstbeschrieben und die Neukombination erfolgte bei Proćków et al. 2023. - Juncus setchuensis Buchenau → Agathryon setchuense (Buchenau) Záveská Drábková & Proćków: Neukombination bei Proćków et al. 2023. - Juncus secundus P.Beauv. ex Poir. → Agathryon secundum (Beauv. ex Poir.) Záveská Drábková & Proćków: Neukombination bei Proćków et al. 2023. - Juncus soranthus Schrenk → Agathryon soranthum (Schrenk) Záveská Drábková & Proćków: Neukombination bei Proćków et al. 2023. - Juncus sorrentinoi Parl. → Agathryon sorrentinii (Parl.) Záveská Drábková & Proćków: Neukombination bei Proćków et al. 2023. - Sparrige Binse (Juncus squarrosus L.) → Agathryon squarrosum (L.) Záveská Drábková & Proćków: Neukombination bei Proćków et al. 2023. - Kugelfrüchtige Binse (Juncus sphaerocarpus Nees) → Agathryon sphaerocarpum (Nees) Záveská Drábková & Proćków: Neukombination bei Proćków et al. 2023. - Juncus subglaucus L.A.S.Johnson → Agathryon subglaucum (L.A.S.Johnson) Záveská Drábková & Proćków: Sie wurde 1993 erstbeschrieben und die Neukombination erfolgte bei Proćków et al. 2023. - Juncus subsecundus N.A.Wakef. → Agathryon subsecundum (N.A.Wakef.) Záveská Drábková & Proćków: Neukombination bei Proćków et al. 2023. - Juncus subulatus Forssk. → Agathryon subulatum (Forssk.) Záveská Drábková & Proćków: Neukombination bei Proćków et al. 2023. - Juncus taonanensis Satake & Kitag. → Agathryon taonanense (satake & kitag.) Záveská Drábková & Proćków: Neukombination bei Proćków et al. 2023. - Sand-Binse (Juncus tenageia Ehrh. ex L. f.): Die zwei Unterarten sind von Europa bis Zentralasien sowie in Nordafrika und in Eritrea verbreitet. → Agathryon tenageia (Ehrh. ex L. f.) Záveská Drábková & Proćków: Neukombination bei Proćków et al. 2023 und es gibt zwei Unterarten: - Juncus tenageia subsp. perpusillus Fern.-Carv. & Navarro → Agathryon tenageia subsp. perpusillum (Fern.-Carv. & Navarro) Záveská Drábková & Proćków: Neukombination bei Proćków et al. 2023. - Agathryon tenageia (Ehrh. ex L. f.) Záveská Drábková & Proćków subsp. tenageia - Zarte Binse (Juncus tenuis Willd.) → Agathryon tenue (Willd.) Záveská Drábková & Proćków: Neukombination bei Proćków et al. 2023 und es gibt drei Unterarten: - Juncus tenuis subsp. anthelatus (Wiegand) Verloove & Lambinon (Syn.: Juncus tenuis var. anthelatus Wiegand) → Agathryon tenue subsp. anthelatum (Wiegand) Záveská Drábková & Proćków: Neukombination bei Proćków et al. - Juncus tenuis subsp. dichotomus (Elliott) Verloove & Lambinon (Syn.: Juncus dichotomus Elliott) → Agathryon tenue subsp. dichotomum (Elliott) Záveská Drábková & Proćków: Neukombination bei Proćków et al. 2023. - Agathryon tenue subsp. tenue (Elliott) Záveská Drábková & Proćków - Juncus textilis Buchenau → Agathryon textile (Buchenau) Záveská Drábková & Proćków: Neukombination bei Proćków et al. 2023. - Juncus tobdeniorum Noltie→ Agathryon tobdeniorum (Noltie) Záveská Drábková & Proćków: Neukombination bei Proćków et al. 2023. - Juncus trilocularis Zika: Sie wurde 2012 aus den westlichen USA erstbeschrieben. → Agathryon triloculare (Zika) Záveská Drábková & Proćków: Neukombination bei Proćków et al. 2023. - Juncus turkestanicus V.I.Krecz. & Gontsch. → Agathryon turkestanicum V.I.Krecz. & Gontsch.) Záveská Drábková & Proćków (Person: Neukombination bei Proćków et al. 2023. - Juncus uruguensis Griseb. → Agathryon uruguense (Griseb.) Záveská Drábková & Proćków: Neukombination bei Proćków et al. 2023. - Juncus usitatus L.A.S.Johnson → Agathryon usitatum (L.A.S.Johnson) Záveská Drábková & Proćków: Neukombination bei Proćków et al. 2023. - Juncus vaginatus R.Br. → Agathryon vaginatum (R.Br.) Záveská Drábková & Proćków: Neukombination bei Proćków et al. 2023. - Juncus vaseyi Engelm. → Agathryon vaseyi (Engelm.) Záveská Drábková & Proćków: Neukombination bei Proćków et al. 2023. - Juncus venturianus Castillón: Sie kommt vom zentralen bis nördlichen Argentinien, in Paraguay sowie Uruguay vor. → Agathryon venturianum (Castillón) Záveská Drábková & Proćków: Neukombination bei Proćków et al. 2023. - Alpinojuncus Záveská Drábková & Proćków: Sie wurde 2022 aufgestellt und enthält etwa 76 Arten: - Juncus allioides Franch. (Syn.: Juncus macranthus Buchenau, Juncus yunnanensis A.Camus) → Alpinojuncus allioides (Franch.) Záveská Drábková & Proćków: Neukombination bei Proćków et al. 2023. - Juncus amplifolius A.Camus → Alpinojuncus amplifolius (A.Camus) Záveská Drábková & Proćków: Neukombination bei Proćków et al. 2023. - Juncus benghalensis Kunth → Alpinojuncus benghalensis (Kunth) Záveská Drábková & Proćków: Neukombination bei Proćków et al. 2023 und es gibt zwei Varietäten: - Alpinojuncus benghalensis (Kunth) Záveská Drábková & Proćków var. benghalensis - Juncus benghalensis var. kyongnoslae Chhetri, Hynn. & A.A.Ansari: Die Erstbeschreibung erfolgte 2007. → Alpinojuncus benghalensis var. kyongnoslae (Chhetri, Hynn. & A.A.Ansari) Záveská Drábková & Proćków: Neukombination bei Proćków et al. 2023. - Zweiblütige Binse (Juncus biglumis L.) → Alpinojuncus biglumis (L.) Záveská Drábková & Proćków: Neukombination bei Proćków et al. 2023. Sie kommt in den subarktischen und subalpinen Regionen der Nordhalbkugel vor. - Juncus biglumoides H.Hara → Alpinojuncus biglumoides (H.Hara) Záveská Drábková & Proćków: Neukombination bei Proćków et al. 2023. - Juncus brachystigma Sam. → Alpinojuncus brachystigma (Sam.) Záveská Drábková & Proćków: Neukombination bei Proćków et al. 2023. - Juncus bryophilus Noltie → Alpinojuncus bryophilus (Noltie) Záveská Drábková & Proćków: Neukombination bei Proćków et al. 2023. - Kastanienbraune Binse (Juncus castaneus Sm.) → Alpinojuncus castaneus (Sm.) Záveská Drábková & Proćków: Neukombination bei Proćków et al. 2023. Die drei Unterarten sind auf der Nordhalbkugel weitverbreitet. - Juncus castaneus Sm. subsp. castaneus → Alpinojuncus castaneus (Sm.) Záveská Drábková & Proćków subsp. castaneus: Neukombination bei Proćków et al. 2023. - Juncus castaneus subsp. leucochlamys (V.J.Zinger ex V.I.Krecz.) Hultén → Alpinojuncus castaneus subsp. leucochlamys (V.J.Zinger ex V.I.Krecz.) Záveská Drábková & Proćków: Neukombination bei Proćków et al. 2023. - Juncus castaneus subsp. triceps (Rostk.) Novikov → Alpinojuncus castaneus subsp. triceps (Rostk.) Záveská Drábková & Proćków: Neukombination bei Proćków et al. 2023. - Juncus cephalostigma Sam. → Alpinojuncus cephalostigma (Sam.) Záveská Drábková & Proćków: Neukombination bei Proćków et al. 2023. - Juncus chrysocarpus Buchenau → Alpinojuncus chrysocarpus (Buchenau) Záveská Drábková & Proćków: Neukombination bei Proćków et al. 2023. - Juncus clarkei Buchenau → Alpinojuncus clarkei (Buchenau) Záveská Drábková & Proćków: Neukombination bei Proćków et al. 2023. - Juncus concinnus D.Don → Alpinojuncus concinnus (D.Don) Záveská Drábková & Proćków: Neukombination bei Proćków et al. 2023. - Juncus concolor Sam. → Alpinojuncus concolor (Sam.) Záveská Drábková & Proćków: Neukombination bei Proćków et al. 2023. - Juncus crassistylus A.Camus → Alpinojuncus crassistylus (A.Camus) Záveská Drábková & Proćków: Neukombination bei Proćków et al. 2023. - Juncus deosaicus Noltie → Alpinojuncus deosaicus (Noltie) Záveská Drábková & Proćków: Neukombination bei Proćków et al. 2023. - Juncus dongchuanensis K.F.Wu → Alpinojuncus dongchuanensis (K.F.Wu) Záveská Drábková & Proćków: Neukombination bei Proćków et al. 2023. - Juncus duthiei (C.B.Clarke) Noltie → Alpinojuncus duthiei (C.B.Clarke) Záveská Drábková & Proćków: Neukombination bei Proćków et al. 2023. - Juncus elbrusicus Galushko → Alpinojuncus elbrusicus (Galushko) Záveská Drábková & Proćków: Neukombination bei Proćków et al. 2023. - Juncus fimbristyloides Noltie → Alpinojuncus fimbristyloides (Noltie) Záveská Drábková & Proćków: Neukombination bei Proćków et al. 2023. - Juncus fugongensis S.Y.Bao: Sie wurde 2003 aus Yunnan erstbeschrieben. → Alpinojuncus fugongensis (S.Y.Bao) Záveská Drábková & Proćków: Neukombination bei Proćków et al. 2023. - Juncus ganeshii Miyam. & H.Ohba: Sie wurde 1995 aus Nepal erstbeschrieben. → Alpinojuncus ganeshii (Miyam. & H.Ohba) Záveská Drábková & Proćków: Neukombination bei Proćków et al. 2023. - Juncus giganteus Sam. → Alpinojuncus giganteus (Sam.) Záveská Drábková & Proćków: Neukombination bei Proćków et al. 2023. - Juncus glaucoturgidus Noltie → Alpinojuncus glaucoturgidus (Noltie) Záveská Drábková & Proćków: Neukombination bei Proćków et al. 2023. - Juncus gonggae Miyam. & H.Ohba → Alpinojuncus gonggae (Miyam. & H.Ohba) Záveská Drábková & Proćków: Neukombination bei Proćków et al. 2023. - Juncus gracilicaulis A.Camus → Alpinojuncus gracilicaulis (A.Camus) Záveská Drábková & Proćków: Neukombination bei Proćków et al. 2023. - Juncus grisebachii Buchenau → Alpinojuncus grisebachii (Buchenau) Záveská Drábková & Proćków: Neukombination bei Proćków et al. 2023. - Juncus harae Miyam. & H.Ohba → Alpinojuncus harae (Miyam. & H.Ohba) Záveská Drábková & Proćków: Neukombination bei Proćków et al. 2023. - Juncus himalensis Klotzsch → Alpinojuncus himalensis (Klotzsch) Záveská Drábková & Proćków: Neukombination bei Proćków et al. 2023. - Juncus hydrophilus Noltie → Alpinojuncus hydrophilus (Noltie) Záveská Drábková & Proćków: Neukombination bei Proćków et al. 2023. - Juncus khasiensis Buchenau → Alpinojuncus khasiensis (Buchenau) Záveská Drábková & Proćków: Neukombination bei Proćków et al. 2023. - Juncus kingii Rendle → Alpinojuncus kingii (Rendle) Záveská Drábková & Proćków: Neukombination bei Proćków et al. 2023. - Juncus leucanthus Royle ex D.Don → Alpinojuncus leucanthus (Royle ex D.Don) Záveská Drábková & Proćków: Neukombination bei Proćków et al. 2023. - Juncus leucomelas Royle ex D.Don → Alpinojuncus leucomelas (Royle ex D.Don) Záveská Drábková & Proćków: Neukombination bei Proćków et al. 2023. - Juncus longiflorus (A.Camus) Noltie (Syn.: Juncus sikkimensis var. longiflorus A.Camus) → Alpinojuncus longiflorus (A.Camus) Záveská Drábková & Proćków: Neukombination bei Proćków et al. 2023. - Juncus longirostris Kuvaev → Alpinojuncus longirostris (Kuvaev) Záveská Drábková & Proćków: Neukombination bei Proćków et al. 2023. - Juncus longistamineus A.Camus → Alpinojuncus longistamineus (A.Camus) Záveská Drábková & Proćków: Neukombination bei Proćków et al. 2023. - Juncus luzuliformis Franch. → Alpinojuncus luzuliformis (Franch.) Záveská Drábková & Proćków: Neukombination bei Proćków et al. 2023. - Juncus macrantherus V.I.Krecz. & Gontsch. → Alpinojuncus macrantherus (V.I.Krecz. & Gontsch.) Záveská Drábková & Proćków: Neukombination bei Proćków et al. 2023. - Juncus maximowiczii Buchenau → Alpinojuncus maximowiczii (Buchenau) Záveská Drábková & Proćków: Neukombination bei Proćków et al. 2023. - Juncus megalophyllus S.Y.Bao: Sie wurde 2003 aus Yunnan erstbeschrieben. → Alpinojuncus megalophyllus (S.Y.Bao) Záveská Drábková & Proćków: Neukombination bei Proćków et al. 2023. - Juncus membranaceus Royle → Alpinojuncus membranaceus (Royle) Záveská Drábková & Proćków: Neukombination bei Proćków et al. 2023. - Juncus milashanensis A.M.Lu & Z.Y.Zhang → Alpinojuncus milashanensis (A.M.Lu & Z.Y.Zhang) Záveská Drábková & Proćków: Neukombination bei Proćków et al. 2023. - Juncus minimus Buchenau → Alpinojuncus minimus (Buchenau) Záveská Drábková & Proćków: Neukombination bei Proćków et al. 2023. - Juncus modicus N.E.Br. → Alpinojuncus modicus (N.E.Br.) Záveská Drábková & Proćków: Neukombination bei Proćków et al. 2023. - Juncus mustangensis Miyam. & H.Ohba → Alpinojuncus mustangensis (Miyam. & H.Ohba) Záveská Drábková & Proćków: Neukombination bei Proćków et al. 2023. - Juncus nepalicus Miyam. & H.Ohba → Alpinojuncus nepalicus (Miyam. & H.Ohba) Záveská Drábková & Proćków: Neukombination bei Proćków et al. 2023. - Juncus ochraceus Buchenau → Alpinojuncus ochraceus (Buchenau) Záveská Drábková & Proćków: Neukombination bei Proćków et al. 2023. - Juncus perpusillus Sam. → Alpinojuncus perpusillus (Sam.) Záveská Drábková & Proćków: Neukombination bei Proćków et al. 2023. - Juncus petrophilus Miyam.: Sie wurde 2006 aus Yunnan erstbeschrieben. → Alpinojuncus petrophilus (Miyam.) Záveská Drábková & Proćków: Neukombination bei Proćków et al. 2023. - Juncus potaninii Buchenau → Alpinojuncus potaninii (Buchenau) Záveská Drábková & Proćków: Neukombination bei Proćków et al. 2023 und es gibt zwei Unterarten: - Alpinojuncus potaninii (Buchenau) Záveská Drábková & Proćków subsp. potaninii - Juncus potaninii subsp. woroschilovii (Nechaev & Novikov) Novikov: Sie kommt nur in Russlands Fernem Osten vor. → Alpinojuncus potaninii subsp. woroschilovii (Nechaev & Novikov) Záveská Drábková & Proćków: Neukombination bei Proćków et al. 2023. - Juncus przewalskii Buchenau → Alpinojuncus przewalskii (Buchenau) Záveská Drábková & Proćków: Neukombination bei Proćków et al. 2023 und es gibt zwei Varietäten. - Juncus przewalskii var. multiflorus S.Y.Bao: Sie wurde 2003 aus Yunnan erstbeschrieben. Alpinojuncus przewalskii var. multiflorus (S.Y.Bao) Záveská Drábková & Proćków: Neukombination bei Proćków et al. 2023. - Alpinojuncus przewalskii (Buchenau) Záveská Drábková & Proćków var. przewalskii - Juncus rohtangensis Goel & Aswal → Alpinojuncus rhotangensis (Goel & Aswal) Záveská Drábková & Proćków: Neukombination bei Proćków et al. 2023. - Juncus rostocarpus Miyam.: Sie wurde 2006 erstbeschrieben. → Alpinojuncus rostocarpus (Miyam.) Záveská Drábková & Proćków: Neukombination bei Proćków et al. 2023. - Juncus sherei Miyam. & H.Ohba → Alpinojuncus sherei (Miyam. & H.Ohba) Záveská Drábková & Proćków: Neukombination bei Proćków et al. 2023. - Juncus sikkimensis Hook. f. → Alpinojuncus sikkimensis (Hook. f.) Záveská Drábková & Proćków: Neukombination bei Proćków et al. 2023. - Juncus spectabilis Rendle → Alpinojuncus spectabilis (Rendle) Záveská Drábková & Proćków: Neukombination bei Proćków et al. 2023. - Juncus sphacelatus Decne. → Alpinojuncus sphacelatus (Decne.) Záveská Drábková & Proćków: Neukombination bei Proćków et al. 2023. - Juncus spumosus Noltie → Alpinojuncus spumosus (Noltie) Záveská Drábková & Proćków: Neukombination bei Proćków et al. 2023. - Moor-Binse (Juncus stygius L.) Alpinojuncus stygius (L.) Záveská Drábková & Proćków: Neukombination bei Proćków et al. 2023 und es gibt zwei Unterarten: - Juncus stygius subsp. americanus (Buchenau) Hultén → Alpinojuncus stygius subsp. americanus (Buchenau) Záveská Drábková & Proćków: Neukombination bei Proćków et al. 2023. - Alpinojuncus stygius L. subsp. stygius - Juncus thomsonii Buchenau → Alpinojuncus thomsonii (Buchenau) Záveská Drábková & Proćków: Neukombination bei Proćków et al. 2023. - Juncus trachyphyllus Miyam. & H.Ohba → Alpinojuncus trachyphyllus (Miyam. & H.Ohba) Záveská Drábková & Proćków: Neukombination bei Proćków et al. 2023. - Juncus trichophyllus W.W.Sm. → Alpinojuncus trichophyllus (W.W.Sm.) Záveská Drábková & Proćków: Neukombination bei Proćków et al. 2023. - Dreiblütige Binse (Juncus triglumis L.) Die zwei Unterarten sind auf der Nordhalbkugel weitverbreitet. → Alpinojuncus triglumis (L.) Záveská Drábková & Proćków: Neukombination bei Proćków et al. 2023. - Juncus triglumis subsp. albescens (Lange) Hultén → Alpinojuncus triglumis subsp. albescens (Lange) Záveská Drábková & Proćków: Neukombination bei Proćków et al. 2023. - Alpinojuncus triglumis (L.) Záveská Drábková & Proćków subsp. triglumis - Juncus uniflorus W.W.Sm. → Alpinojuncus uniflorus (W.W.Sm.) Záveská Drábková & Proćków: Neukombination bei Proćków et al. 2023. - Juncus yui S.Y.Bao: Sie wurde 2003 aus Yunnan erstbeschrieben. → Alpinojuncus yui (S.Y.Bao) Záveská Drábková & Proćków: Neukombination bei Proćków et al. 2023. - Australojuncus Záveská Drábková & Proćków: Sie wurde 2022 aufgestellt und enthält etwa zehn Arten: - Juncus antarcticus Hook. f. → Australojuncus antarcticus (Hook. f.) Záveská Drábková & Proćków - Juncus caespiticius E.Mey. → Australojuncus caespiticius (E.Mey.) Záveská Drábková & Proćków - Juncus capensis Thunb. → Australojuncus capensis (Thunb.) Záveská Drábková & Proćków - Juncus cyperoides Laharpe → Australojuncus cyperoides (Laharpe) Záveská Drábková & Proćków - Juncus dregeanus Kunth → Australojuncus dregeanus (Kunth) Záveská Drábková & Proćków: Es gibt zwei Unterarten: - Juncus dregeanus Kunth subsp. dregeanus → Australojuncus dregeanus (Kunth) Záveská Drábková & Proćków subsp. dregeanus - Juncus dregeanus subsp. bachitii (Hochst. ex Steud.) Hedberg → Australojuncus dregeanus subsp. bachitii (Hochst. ex Steud.) Záveská Drábková & Proćków - Juncus engleri Buchenau → Australojuncus engleri (Buchenau) Záveská Drábková & Proćków - Juncus lomatophyllus Spreng. → Australojuncus lomatophyllus (Spreng.) Záveská Drábková & Proćków - Juncus meianthus L.A.S.Johnson ex K.L.Wilson: Sie ersetzt 2001 den ungültigen Namen Juncus gracilis R.Br. nom. illeg. und kommt im südwestlichen Australien vor. → Australojuncus meianthus (L.A.S.Johnson ex K.L.Wilson) Záveská Drábková & Proćków - Juncus planifolius R.Br. → Australojuncus planifolius (R.Br.) Záveská Drábková & Proćków - Juncus sonderianus Buchenau → Australojuncus sonderianus (Buchenau) Záveská Drábková & Proćków - Boreojuncus Záveská Drábková & Proćków: Sie wurde 2022 aufgestellt und enthält etwa zwölf Arten: - Juncus covillei Piper → Boreojuncus covillei (Piper) Záveská Drábková & Proćków: Neukombination bei Proćków et al. 2023. Es gibt zwei Varietäten: - Boreojuncus covillei var. covillei(Piper) Záveská Drábková & Proćków - Juncus covillei var. obtusatus (Engelm.) C.L.Hitchc. → Boreojuncus covillei var. obtusatus (C.L.Hitchc.) Záveská Drábková & Proćków - Juncus falcatus E.Mey. → Boreojuncus falcatus (E.Mey.) Záveská Drábková & Proćków: Neukombination bei Proćków et al. 2023.: Es gibt zwei Unterarten: - Boreojuncus falcatus E.Mey. var. falcatus - Juncus falcatus var. sitchensis Buchenau → Boreojuncus falcatus subsp. sitchensis (Buchenau) Záveská Drábková & Proćków - Juncus filipendulus Buckley → Boreojuncus filipendulus (Buckley) Záveská Drábková & Proćków: Neukombination bei Proćków et al. 2023. - Juncus howellii F.J.Herm. → Boreojuncus howellii (F.J.Herm.) Záveská Drábková & Proćków: Neukombination bei Proćków et al. 2023. - Juncus longistylis Torr. → Boreojuncus longistylis (Torr.) Záveská Drábková & Proćków: Neukombination bei Proćków et al. 2023. - Juncus macrophyllus Coville → Boreojuncus macrophyllus (Coville) Záveská Drábková & Proćków: Neukombination bei Proćków et al. 2023. - Juncus marginatus Rostk. → Boreojuncus marginatus (Rostk.) Záveská Drábková & Proćków: Neukombination bei Proćków et al. 2023. - Juncus orthophyllus Coville → Boreojuncus orthophyllus (Coville) Záveská Drábková & Proćków: Neukombination bei Proćków et al. 2023. - Juncus falcatus var. prominens Buchenau → Boreojuncus prominens (Buchenau) Záveská Drábková & Proćków: Neukombination bei Proćków et al. 2023. - Juncus regelii Buchenau → Boreojuncus regelii (Buchenau) Záveská Drábková & Proćków: Neukombination bei Proćków et al. 2023. - Juncus repens Michx. → Boreojuncus repens (Michx.) Záveská Drábková & Proćków: Neukombination bei Proćków et al. 2023. - Juncus sparganiifolius Boiss. & Kotschy ex Buchenau → Boreojuncus sparganiifolius (Boiss. & Kotschy ex Buchenau) Záveská Drábková & Proćków: Neukombination bei Proćków et al. 2023. - Juncinella (Fourr. ex V.I.Krecz. & Gontsch.) Záveská Drábková & Proćków: Den Rang einer Gattung hat sie seit 2022 und enthält etwa 16 Arten: - Juncus bryoides F.J.Herm. → Juncinella bryoides (F.J.Herm.) Záveská Drábková & Proćków: Neukombination bei Proćków et al. 2023. - Juncus capillaris F.J.Herm.: Sie kommt nur in den westlichen US-Bundesstaaten von Oregon bis zum zentralen Kalifornien vor. → Juncinella capillaris (F.J.Herm.) Záveská Drábková & Proćków: Neukombination bei Proćków et al. 2023. - Kopf-Binse (Juncus capitatus Weigel) → Juncinella capitata (Weigel) Záveská Drábková & Proćków: Neukombination bei Proćków et al. 2023. - Juncus cephalotes Thunb. → Juncinella cephalotes (Thunb.) Záveská Drábková & Proćków: Neukombination bei Proćków et al. 2023. - Juncus digitatus C.W.Witham & Zika: Sie wurde 2008 aus Kalifornien erstbeschrieben. → Juncinella digitata (C.w.witham & Zika) Záveská Drábková & Proćków: Neukombination bei Proćków et al. 2023. - Juncus hemiendytus F.J.Herm. → Juncinella hemiendyta (F.J.Herm.) Záveská Drábková & Proćków: Neukombination bei Proćków et al. 2023 und es gibt zwei Varietäten: - Juncus hemiendytus var. abjectus (Herm.) Ertter → Juncinella hemiendyta var. abjecta (Herm.) Záveská Drábková & Proćków: Neukombination bei Proćków et al. 2023. - Juncus hemiendytus F.J.Herm. var. hemiendytus → Juncinella hemiendyta var. hemiendyta (Herm.) Záveská Drábková & Proćków - Juncus kelloggii Engelm. → Juncinella kelloggii (engelm.) Záveská Drábková & Proćków: Neukombination bei Proćków et al. 2023. - Juncus leiospermus F.J.Herm. → Juncinella leiosperma (F.J.Herm.) Záveská Drábková & Proćków: Neukombination bei Proćków et al. 2023 und es gibt zwei Varietäten:. - Juncus leiospermus var. ahartii Ertter → Juncinella leiosperma var. ahartii (Ertter) Záveská Drábková & Proćków: Neukombination bei Proćków et al. 2023. - Juncus leiospermus F.J.Herm. var. leiospermus → Juncinella leiosperma (F.J.Herm.) Záveská Drábková & Proćków var. leiosperma - Juncus luciensis Ertter → Juncinella luciensis (Ertter) Záveská Drábková & Proćków: Neukombination bei Proćków et al. 2023. - Juncus obliquus Adamson → Juncinella obliqua (Adamson) Záveská Drábková & Proćków: Neukombination bei Proćków et al. 2023. - Juncus pictus Steud. → Juncinella picta (Steud.) Záveská Drábková & Proćków: Neukombination bei Proćków et al. 2023. - Juncus rupestris Kunth → Juncinella rupestris (Kunth) Záveská Drábková & Proćków: Neukombination bei Proćków et al. 2023. - Juncus scabriusculus Kunth → Juncinella scabriuscula (Kunth) Záveská Drábková & Proćków: Neukombination bei Proćków et al. 2023. - Juncus stenopetalus Adamson → Juncinella stenopetala (Adamson) Záveská Drábková & Proćków: Neukombination bei Proćków et al. 2023. - Juncus tiehmii Ertter → Juncinella tiehmii (Ertter) Záveská Drábková & Proćków: Neukombination bei Proćków et al. 2023. - Juncus triformis Engelm. → Juncinella triformis (Engelm.) Záveská Drábková & Proćków: Neukombination bei Proćków et al. 2023. - Juncus uncialis Greene → Juncinella uncialis (Greene) Záveská Drábková & Proćków: Neukombination bei Proćków et al. 2023. - Verojuncus Záveská Drábková & Proćków: Sie wurde 2022 aufgestellt: - Juncus acuminatus Michx. → Verojuncus acuminatus (Michx.) Záveská Drábková & Proćków: Neukombination bei Proćków et al. 2023. - Spitzblütige Binse (Juncus acutiflorus Ehrh. ex Hoffm.) Es gibt zwei Unterarten. Verojuncus acutiflorus (Ehrh. ex Hoffm.) Záveská Drábková & Proćków: Neukombination bei Proćków et al. 2023: - Verojuncus acutiflorus (Ehrh. ex Hoffm.) Záveská Drábková & Proćków subsp. acutiflorus - Juncus acutiflorus subsp. rugosus (Steud.) Cout. → Verojuncus acutiflorus subsp. rugosus (Steud.) Záveská Drábková & Proćków: Neukombination bei Proćków et al. 2023. - Juncus alatus Franch. & Sav. → Verojuncus alatus (Franch. & Sav.) Záveská Drábková & Proćków: Neukombination bei Proćków et al. 2023. - Juncus alpigenus K.Koch Verojuncus alpigenus (k.koch) Záveská Drábková & Proćków: Neukombination bei Proćków et al. 2023. - Alpen-Binse (Juncus alpinoarticulatus Chaix) → Verojuncus alpinoarticulatus (Chaix) Záveská Drábková & Proćków: Neukombination bei Proćków et al. 2023 und es gibt etwa sechs Unterarten: - Juncus alpinoarticulatus subsp. alpestris (Hartm.) Hämet-Ahti → Verojuncus alpinoarticulatus subsp. alpestris (Hartm.) Záveská Drábková & Proćków: Neukombination bei Proćków et al. 2023. - Verojuncus alpinoarticulatus (Chaix) Záveská Drábková & Proćków subsp. alpinoarticulatus - Juncus alpinoarticulatus subsp. americanus (Farw.) Hämet-Ahti → Verojuncus alpinoarticulatus subsp. americanus (Farw.) Záveská Drábková & Proćków: Neukombination bei Proćków et al. 2023. - Juncus alpinoarticulatus subsp. fischerianus (Turcz. ex V.I.Krecz.) Hämet-Ahti → Verojuncus alpinoarticulatus subsp. fischerianus (Turcz. ex V.I.Krecz.) Záveská Drábková & Proćków: Neukombination bei Proćków et al. 2023. - Juncus alpinoarticulatus subsp. fuscescens (Fernald) Hämet-Ahti → Verojuncus alpinoarticulatus subsp. fuscescens (Fernald) Záveská Drábková & Proćków: Neukombination bei Proćków et al. 2023. - Juncus alpinoarticulatus subsp. rariflorus (Hartm.) Holub → Verojuncus alpinoarticulatus subsp. rariflorus (Hartm.) Záveská Drábková & Proćków: Neukombination bei Proćków et al. 2023. - Juncus anatolicus Snogerup: Sie kommt nur im westlichen Bereich des asiatischen Teils der Türkei vor. → Verojuncus anatolicus (Snogerup) Záveská Drábková & Proćków: Neukombination bei Proćków et al. 2023. - Zweischneidige Binse (Juncus anceps Laharpe) → Verojuncus anceps (Laharpe) Záveská Drábková & Proćków: Neukombination bei Proćków et al. 2023. - Juncus andersonii Buchenau → Verojuncus andersonii (Buchenau) Záveská Drábková & Proćków: Neukombination bei Proćków et al. 2023. - Juncus andinus Balslev: Sie wurde 2018 erstbeschrieben und kommt von Ekuador bis Peru vor. → Verojuncus andinus (Balslev) Záveská Drábková & Proćków: Neukombination bei Proćków et al. 2023. - Glieder-Binse (Juncus articulatus L., Syn.: Juncus macrocephalus Viv.): Die zwei Unterarten sind auf der Nordhalbkugel weitverbreitet. → Verojuncus articulatus (L.) Záveská Drábková & Proćków: Neukombination bei Proćków et al. 2023: - Verojuncus articulatus (L.) Záveská Drábková & Proćków subsp. articulatus - Juncus articulatus subsp. limosus (Worosch.) Worosch. → Verojuncus articulatus subsp. limosus (Worosch.) Záveská Drábková & Proćków: Neukombination bei Proćków et al. 2023. - Schwarze Binse (Juncus atratus Krock.) → Verojuncus atratus (Krock.) Záveská Drábková & Proćków: Neukombination bei Proćków et al. 2023. - Juncus austrobrasiliensis Balslev: Sie wurde 2018 aus dem südlichen Brasilien erstbeschrieben. → Verojuncus austrobrasiliensis (balslev) Záveská Drábková & Proćków: Neukombination bei Proćków et al. 2023. - Juncus bolanderi Engelm. → Verojuncus bolanderi (Engelm.) Záveská Drábková & Proćków: Neukombination bei Proćków et al. 2023. - Juncus brachycarpus Engelm. → Verojuncus brachycarpus (Engelm.) Záveská Drábková & Proćków: Neukombination bei Proćków et al. 2023. - Juncus brachycephalus (Engelm.) Buchenau (Syn.: Juncus canadensis var. brachycephalus Engelm.) → Verojuncus brachycephalus (Engelm.) Záveská Drábková & Proćków: Neukombination bei Proćków et al. 2023. - Juncus brasiliensis Breistr. → Verojuncus brasiliensis (Breistr.) Záveská Drábková & Proćków: Neukombination bei Proćków et al. 2023. - Juncus brevicaudatus (Engelm.) Fernald (Syn.: Juncus canadensis var. brevicaudatus Engelm.) → Verojuncus brevicaudatus (Engelm.) Záveská Drábková & Proćków: Neukombination bei Proćków et al. 2023. - Juncus breviculmis Balslev → Verojuncus breviculmis (Balslev) Záveská Drábková & Proćków: Neukombination bei Proćków et al. 2023. - Knollige Binse (Juncus bulbosus L.) → Verojuncus bulbosus (L.) Záveská Drábková & Proćków: Neukombination bei Proćków et al. 2023 und es gibt zwei Unterarten. - Verojuncus bulbosus (L.) Záveská Drábková & Proćków subsp. bulbosus - Juncus bulbosus subsp. kochii (F.W.Schultz) Reichg. → Verojuncus bulbosus subsp. kochii (F.W.Schultz) Záveská Drábková & Proćków: Neukombination bei Proćków et al. 2023. - Juncus burkartii Barros: Sie kommt im südlichen Südamerika vor. → Verojuncus burkartii (Barros) Záveská Drábková & Proćków: Neukombination bei Proćków et al. 2023. - Juncus caesariensis Coville → Verojuncus caesariensis (Coville) Záveská Drábková & Proćków: Neukombination bei Proćków et al. 2023. - Kanadische Binse (Juncus canadensis J.Gay ex Laharpe) → Verojuncus canadensis (J.Gay ex Laharpe) Záveská Drábková & Proćków: Neukombination bei Proćków et al. 2023. - Juncus chiapasensis Balslev: Sie wurde 1988 aus dem mexikanischen Bundesstaat Chiapas erstbeschrieben. → Verojuncus chiapasensis (Balslev) Záveská Drábková & Proćków: Neukombination bei Proćków et al. 2023. - Juncus chlorocephalus Engelm. → Verojuncus chlorocephalus (Engelm.) Záveská Drábková & Proćków: Neukombination bei Proćków et al. 2023. - Juncus curtisiae L.A.S.Johnson: Dieser Endemit kommt nur in Tasmanien vor. → Verojuncus curtisiae (L.a.s.Johnson) Záveská Drábková & Proćków: Neukombination bei Proćków et al. 2023. Juncus curtisiae L.A.S.Johnson - Juncus debilis A.Gray → Verojuncus debilis (A.Gray) Záveská Drábková & Proćków: Neukombination bei Proćków et al. 2023. - Juncus densiflorus Kunth → Verojuncus densiflorus (Humb.) Záveská Drábková & Proćków: Neukombination bei Proćków et al. 2023. - Juncus diastrophanthus Buchenau → Verojuncus diastrophanthus (Buchenau) Záveská Drábková & Proćków: Neukombination bei Proćków et al. 2023. - Juncus diemii Barros → Verojuncus diemii (Barros) Záveská Drábková & Proćków: Neukombination bei Proćków et al. 2023. - Juncus diffusissimus Buckley → Verojuncus diffusissimus (Buckley) Záveská Drábková & Proćków: Neukombination bei Proćków et al. 2023. - Juncus dubius Engelm. → Verojuncus dubius (Engelm.) Záveská Drábková & Proćków: Neukombination bei Proćków et al. 2023. - Juncus ebracteatus E.Mey. → Verojuncus ebracteatus (E.Mey.) Záveská Drábková & Proćków: Neukombination bei Proćków et al. 2023. - Juncus echinocephalus Balslev → Verojuncus echinocephalus (Balslev) Záveská Drábková & Proćków: Neukombination bei Proćków et al. 2023. - Juncus ecuadoriensis Balslev → Verojuncus ecuadoriensis (Balslev) Záveská Drábková & Proćków: Neukombination bei Proćków et al. 2023. - Juncus elliottii Chapm. → Verojuncus elliottii (Chapm.) Záveská Drábková & Proćków: Neukombination bei Proćków et al. 2023. - Juncus emmanuelis A.Fern. & J.G.García → Verojuncus emmanuelis (A.Fern. & J.G.García) Záveská Drábková & Proćków: Neukombination bei Proćków et al. 2023. - Schwertblättrige Binse (Juncus ensifolius Wikstr.) → Verojuncus ensifolius (Wikstr.) Záveská Drábková & Proćków: Neukombination bei Proćków et al. 2023. - Juncus ernesti-barrosii Barros → Verojuncus ernesti-barrosi (Barros) Záveská Drábková & Proćków: Neukombination bei Proćków et al. 2023. - Juncus equisetinus Proskur.: Dieser Endemit kommt nur im südlichen Turkmenistan vor. → Verojuncus equisetinus (Proskur.) Záveská Drábková & Proćków: Neukombination bei Proćków et al. 2023. - Juncus exsertus Buchenau → Verojuncus exsertus (Buchenau) Záveská Drábková & Proćków: Neukombination bei Proćków et al. 2023. - Juncus fascinatus (M.C.Johnst.) W.M.Knapp (Syn.: Juncus crassifolius var. fascinatus (M.C.Johnst.) Waterf., Juncus validus var. fascinatus M.C.Johnst.): Den Rang einer Art hat sie 2014 erhalten. Dieser Endemit kommt nur in Texas vor. → Verojuncus fascinatus (M.C.Johnst.) Záveská Drábková & Proćków: Neukombination bei Proćków et al. 2023. - Juncus fauriensis Buchenau → Verojuncus fauriensis (Buchenau) Záveská Drábková & Proćków: Neukombination bei Proćków et al. 2023 und es gibt zwei Unterarten: - Verojuncus fauriensis (Buchenau) Záveská Drábková & Proćków subsp. fauriensis - Juncus fauriensis subsp. kamschatcensis (Buchenau) Novikov → Verojuncus fauriensis subsp. kamschatcensis (Buchenau) Záveská Drábková & Proćków: Neukombination bei Proćków et al. 2023. - Juncus fockei Buchenau → Verojuncus fockei (Buchenau) Záveská Drábková & Proćków: Neukombination bei Proćków et al. 2023. - Juncus fontanesii J.Gay ex Laharpe → Verojuncus fontanesii (J.Gay ex Laharpe) Záveská Drábková & Proćków: Neukombination bei Proćków et al. 2023 und es gibt vier etwa Unterarten: - Juncus fontanesii subsp. brachyanthus Trab. → Verojuncus fontanesii subsp. brachyanthus (Trab.) Záveská Drábková & Proćków: Neukombination bei Proćków et al. 2023. - Verojuncus fontanesii (J.Gay ex Laharpe) Záveská Drábková & Proćków subsp. fontanesii - Juncus fontanesii subsp. kotschyi (Boiss.) Snogerup → Verojuncus fontanesii subsp. kotschyi (Boiss.) Záveská Drábková & Proćków: Neukombination bei Proćków et al. 2023. - Juncus fontanesii subsp. pyramidatus (Laharpe) Snogerup → Verojuncus fontanesii subsp. pyramidatus (Laharpe) Záveská Drábková & Proćków: Neukombination bei Proćków et al. 2023. - Juncus guadeloupensis Buchenau & Urb. → Verojuncus guadeloupensis (Buchenau & Urb.) Záveská Drábková & Proćków: Neukombination bei Proćków et al. 2023. - Juncus heterophyllus Dufour → Verojuncus heterophyllus (Dufour) Záveská Drábková & Proćków: Neukombination bei Proćków et al. 2023. - Juncus holoschoenus R.Br. → Verojuncus holoschoenus (R.Br.) Záveská Drábková & Proćków: Neukombination bei Proćków et al. 2023. - Juncus hondurensis Procków: Sie wurde 2020 aus Honduras erstbeschrieben. → Verojuncus hondurensis (Proćków) Záveská Drábková & Proćków: Neukombination bei Proćków et al. 2023. - Juncus krameri Franch. & Sav. → Verojuncus krameri (Franch. & Sav.) Záveská Drábková & Proćków: Neukombination bei Proćków et al. 2023. - Juncus kuohii M.J.Jung: Sie wurde 2013 aus Taiwan erstbeschrieben. → Verojuncus kuohii (M.J.Jung) Záveská Drábková & Proćków: Neukombination bei Proćków et al. 2023. - Juncus leptospermus Buchenau → Verojuncus leptospermus (Buchenau) Záveská Drábková & Proćków: Neukombination bei Proćków et al. 2023. - Juncus liebmannii J.F.Macbr. → Verojuncus liebmannii (J.F.Macbr.) Záveská Drábková & Proćków: Neukombination bei Proćków et al. 2023 und es gibt drei Varietäten: - Verojuncus liebmannii (J.F.Macbr.) Záveská Drábková & Proćków var. liebmannii - Juncus liebmannii var. quitensis (Buchenau) Balslev (Syn.: Juncus brevifolius var. quitensis Buchenau) → Verojuncus liebmannii var. quitensis (Buchenau) Záveská Drábková & Proćków: Neukombination bei Proćków et al. 2023. - Juncus liebmannii var. polycephalus Balslev → Verojuncus liebmannii var. polycephalus (Balslev) Záveská Drábková & Proćków: Neukombination bei Proćków et al. 2023. - Juncus llanquihuensis Barros → Verojuncus llanquihuensis (Barros) Záveská Drábková & Proćków: Neukombination bei Proćków et al. 2023. - Juncus macrandrus Coville → Verojuncus macrandrus (Coville) Záveská Drábková & Proćków: Neukombination bei Proćków et al. 2023. - Juncus megacephalus M.A.Curtis: Sie kommt in den südöstlichen USA bis Texas vor. → Verojuncus megacephalus (M.A.Curtis) Záveská Drábková & Proćków: Neukombination bei Proćków et al. 2023. - Juncus mertensianus Bong. → Verojuncus mertensianus (Bong.) Záveská Drábková & Proćków: Neukombination bei Proćków et al. 2023. - Juncus micranthus Schrad. ex E.Mey. → Verojuncus micranthus (Schrad. ex E.Mey.) Záveská Drábková & Proćków: Neukombination bei Proćków et al. 2023. - Juncus microcephalus Kunth → Verojuncus microcephalus (Kunth) Záveská Drábková & Proćków: Neukombination bei Proćków et al. 2023. - Juncus militaris Bigelow → Verojuncus militaris (Bigelow) Záveská Drábková & Proćków: Neukombination bei Proćków et al. 2023. - Juncus nevadensis S.Watson → Verojuncus nevadensis (s.watson) Záveská Drábková & Proćków: Neukombination bei Proćków et al. 2023. - Juncus nodatus Coville → Verojuncus nodatus (Coville) Záveská Drábková & Proćków: Neukombination bei Proćków et al. 2023. - Juncus nodosus L. → Verojuncus nodosus (L.) Záveská Drábková & Proćków: Neukombination bei Proćków et al. 2023. - Juncus novae-zelandiae Hook. f. → Verojuncus novae-zelandiae (Hook. f.) Záveská Drábková & Proćków: Neukombination bei Proćków et al. 2023. - Juncus oxymeris Engelm. → Verojuncus oxymeris (Engelm.) Záveská Drábková & Proćków: Neukombination bei Proćków et al. 2023. - Juncus oxycarpus E.Mey. ex Kunth → Verojuncus oxycarpus (E.Mey. ex Kunth) Záveská Drábková & Proćków: Neukombination bei Proćków et al. 2023. - Juncus pallescens Lam. → Verojuncus pallescens (Lam.) Záveská Drábková & Proćków: Neukombination bei Proćków et al. 2023. - Juncus paludosus E.L.Bridges & Orzell: Sie wurde 2008 aus Florida erstbeschrieben. → Verojuncus paludosus (E.L.Bridges & Orzell) Záveská Drábková & Proćków: Neukombination bei Proćków et al. 2023. - Juncus papillosus Franch. & Sav. → Verojuncus papillosus (Franch. & Sav.) Záveská Drábková & Proćków: Neukombination bei Proćków et al. 2023. - Juncus pelocarpus E.Mey. → Verojuncus pelocarpus (E.Mey.) Záveská Drábková & Proćków: Neukombination bei Proćków et al. 2023. - Juncus pervetus Fernald → Verojuncus pervetus (Fernald) Záveská Drábková & Proćków: Neukombination bei Proćków et al. 2023. - Juncus phaeocephalus Engelm.: Die zwei Unterarten kommen von den westlichen USA bis zum mexikanischen Baja California vor. → Verojuncus phaeocephalus (Engelm.) Záveská Drábková & Proćków: Neukombination bei Proćków et al. 2023: - Juncus phaeocephalus Engelm. var. phaeocephalus → Verojuncus phaeocephalus (Engelm.) Záveská Drábková & Proćków var. phaeocephalus: Neukombination bei Proćków et al. 2023. - Juncus phaeocephalus var. paniculatus Engelm. → Verojuncus phaeocephalus var. paniculatus (Engelm.) Záveská Drábková & Proćków: Neukombination bei Proćków et al. 2023. - Juncus polycephalos Michx. → Verojuncus polycephalus (Michx.) Záveská Drábková & Proćków: Neukombination bei Proćków et al. 2023. - Juncus prismatocarpus R.Br. → Verojuncus prismatocarpus (R.Br.) Záveská Drábková & Proćków: Neukombination bei Proćków et al. 2023 und es gibt zwei Unterarten. - Juncus prismatocarpus subsp. leschenaultii (J.Gay ex Laharpe) Kirschner → Verojuncus prismatocarpus subsp. leschenaultii (J.Gay ex Laharpe) Záveská Drábková & Proćków: Neukombination bei Proćków et al. 2023. - Juncus prismatocarpus R.Br. subsp. prismatocarpus → Verojuncus prismatocarpus (R.Br.) Záveská Drábková & Proćków subsp. prismatocarpus: Neukombination bei Proćków et al. 2023. - Juncus punctorius L. f. → Verojuncus punctorius (L. f.) Záveská Drábková & Proćków: Neukombination bei Proćków et al. 2023. - Juncus pusillus Buchenau → Verojuncus pusillus (Buchenau) Záveská Drábková & Proćków: Neukombination bei Proćków et al. 2023. - Zwerg-Binse (Juncus pygmaeus Rich. ex Thuill.) → Verojuncus pygmaeus (Rich. ex Thuill.) Záveská Drábková & Proćków: Neukombination bei Proćków et al. 2023. - Juncus quartinianus A.Rich. → Verojuncus quartinianus (A.Rich.) Záveská Drábková & Proćków: Neukombination bei Proćków et al. 2023. - Juncus ratkowskyanus L.A.S.Johnson Verojuncus ratkowskyanus (L.A.S.Johnson) Záveská Drábková & Proćków: Neukombination bei Proćków et al. 2023. - Juncus requienii Parl. → Verojuncus requienii (Parl.) Záveská Drábková & Proćków: Neukombination bei Proćków et al. 2023. - Juncus sandwithii Lourteig → Verojuncus sandwithii (Lourteig) Záveská Drábková & Proćków: Neukombination bei Proćków et al. 2023. - Juncus saximontanus A.Nelson → Verojuncus saximontanus (A.Nelson) Záveská Drábková & Proćków: Neukombination bei Proćków et al. 2023. - Juncus scheuchzerioides Gaudich. → Verojuncus scheuchzerioides (Gaudich.) Záveská Drábková & Proćków: Neukombination bei Proćków et al. 2023. - Juncus scirpoides Lam. → Verojuncus scirpoides (Lam.) Záveská Drábková & Proćków: Neukombination bei Proćków et al. 2023. - Juncus stipulatus Nees & Meyen → Verojuncus stipulatus (Nees & Meyen) Záveská Drábková & Proćków: Neukombination bei Proćków et al. 2023 und es gibt zwei Varietäten: - Verojuncus stipulatus var. chilensis (Gay) Záveská Drábková & Proćków: Neukombination bei Proćków et al. 2023. - Verojuncus stipulatus (Nees & Meyen) Záveská Drábková & Proćków var. stipulatus - Juncus striatus Schousb. ex E.Mey. → Verojuncus striatus (Schousb. ex e.Mey.) Záveská Drábková & Proćków: Neukombination bei Proćków et al. 2023. - Juncus subcaudatus (Engelm.) Coville & S.F.Blake (Syn.: Juncus canadensis var. subcaudatus Engelm.) → Verojuncus subcaudatus (Engelm.) Záveská Drábková & Proćków: Neukombination bei Proćków et al. 2023. - Stumpfblütige Binse (Juncus subnodulosus Schrank) → Verojuncus subnodulosus (Schrank) Záveská Drábková & Proćków: Neukombination bei Proćków et al. 2023. - Juncus subtilis E.Mey. → Verojuncus subtilis (F.Mey.) Záveská Drábková & Proćków: Neukombination bei Proćków et al. 2023. - Juncus subulitepalus Balslev → Verojuncus subulitepalus (Balslev) Záveská Drábková & Proćków: Neukombination bei Proćków et al. 2023. - Juncus supiniformis Engelm. → Verojuncus supiniformis (Engelm.) Záveská Drábková & Proćków: Neukombination bei Proćków et al. 2023. - Juncus texanus (Engelm.) Coville (Syn.: Juncus nodosus var. texanus Engelm.) → Verojuncus texanus (Engelm.) Záveská Drábková & Proćków: Neukombination bei Proćków et al. 2023. - Juncus thomasii Ten. → Verojuncus thomasii (Ten.) Záveská Drábková & Proćków: Neukombination bei Proćków et al. 2023. - Juncus thompsonianus L.A.S.Johnson → Verojuncus thompsonianus (L.A.S.Johnson) Záveská Drábková & Proćków: Neukombination bei Proćków et al. 2023. - Juncus tingitanus Maire & Weiller Verojuncus tingitanus (Maire & Weiller) Záveská Drábková & Proćków: Neukombination bei Proćków et al. 2023. - Juncus torreyi Coville → Verojuncus torreyi (Coville) Záveská Drábková & Proćków: Neukombination bei Proćków et al. 2023. - Juncus trigonocarpus Steud.: Sie kommt in den US-Bundesstaaten Alabama, Florida, Georgia, Louisiana, Mississippi, North Carolina, South Carolina sowie Texas vor. → Verojuncus trigonocarpus (Steud.) Záveská Drábková & Proćków: Neukombination bei Proćków et al. 2023. - Juncus validus Coville nom. cons. → Verojuncus validus (Coville) Záveská Drábková & Proćków: Neukombination bei Proćków et al. 2023 und es gibt zwei Varietäten: - Juncus validus var. fascinatus M.C.Johnst. → Verojuncus validus var. fascinatus (M.C.Johnst.) Záveská Drábková & Proćków: Neukombination bei Proćków et al. 2023. - Verojuncus validus (Coville) Záveská Drábková & Proćków var. validus - Juncus valvatus Link → Verojuncus valvatus (Link) Záveská Drábková & Proćków: Neukombination bei Proćków et al. 2023. - Juncus virens Buchenau: Sie kommt in der Mongolei, im östlichen China und von Russlands Fernem Osten bis Japan vor. → Verojuncus virens (Buchenau) Záveská Drábková & Proćków: Neukombination bei Proćków et al. 2023. Juncus virens buchenau - Juncus wallichianus J.Gay ex Laharpe (Syn.: Juncus auritus K.F.Wu, Juncus indicus Royle ex D.Don, Juncus koidzumii Satake, Juncus leschenaultii var. unitubulosus (Buchenau) Novikov, Juncus monticola Steud., Juncus nikkoensis var. pinifolius Satake, Juncus ohwianus Kao, Juncus prismatocarpus subsp. teretifolius K.F.Wu, Juncus pseudokrameri Satake, Juncus sphaerocephalus K.F.Wu nom. superfl., Juncus yanshanuensis Novikov): Sie ist in Russlands Fernem Osten und vom subtropischen bis tropischen Asien weitverbreitet. → Verojuncus wallichianus (J.Gay ex Laharpe) Záveská Drábková & Proćków: Neukombination bei Proćków et al. 2023. - Juncus xiphioides E.Mey.: Sie ist von den südwestlichen USA bis Mexiko verbreitet. → Verojuncus xiphioides (E.Mey.) Záveská Drábková & Proćków: Neukombination bei Proćków et al. 2023. |

## Verwendung
Die Kombination aus dem weichen Mark und der festen, aber nicht starren, biegsamen „Rinde“ macht Binsen zu einem geschätzten Flechtmaterial für Körbe, Schuhe, Taschen, Matten oder Reusen. Von dem französischen Wort für Binsen ist der Begriff Jonc-Geflecht für eine spezielle Verarbeitungsweise abgeleitet. Im Volksmund werden aber auch andere Süßgrasartige (Poales) wie die Teichbinsen (Schoenoplectus) als „Binsen“ bezeichnet. Sie alle werden als Flechtmaterial genutzt.

## Sonstiges
Der Begriff Binse ist Bestandteil in Phraseologismen: in die Binsen gehen (missglücken, verloren gehen); kurz auch „eine Binse“ für eine Binsenweisheit (eine Weisheit, die jeder kennt und die folglich keine ist).